# Мюс, Ян
Ян Мюс (нидерл. Jan Musch; 22 декабря 1875, Амстердам — 24 апреля 1960, Ларен) — нидерландский театральный деятель, актёр театра и кино, режиссёр.

## Биография

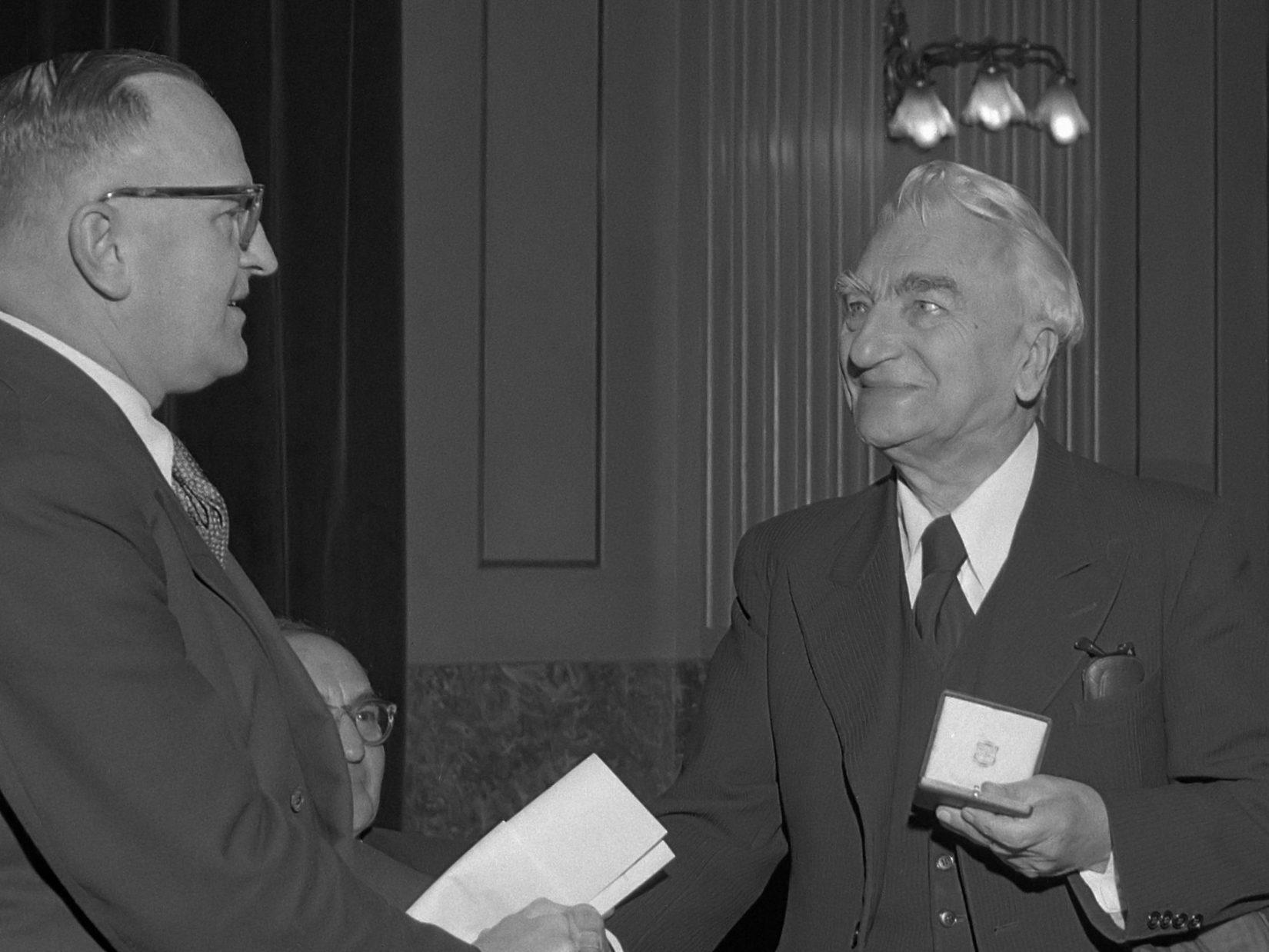
Ян Мюс на вручении премии. 1955 г.

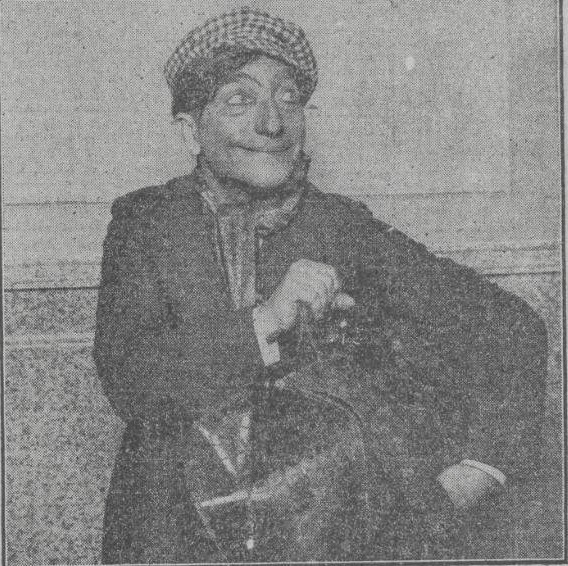
Ян Мюс в одной из ролей. 1923 г.

Учился в театральной школе в Амстердаме. Дебютировал на сцене амстердамского театра «Салон де варьете» (Salon des Variétés) в 1891 году. В 1899—1908 годах работал в Нидерландском сценическом объединении, затем в «Театре» (под рук. В. Ройярдса) и других труппах. В 1908 году совершил турне по Голландской Ост-Индии.
В 1912 году участвовал совместно с драматургом Г. Гейермансом в создании Нового нидерландского сценического объединения. После окончания Первой мировой войны вместе со своей женой Мэри Смитуйзен и Л. Хриспейном отправился в ещё одно турне по Индии. В 1919 году совместно с А. ван дер Хорстом организовал театральную труппу «Сцена» («Het Nieuwe Schouwtooneel»), где играл до 1933 г. В 1933—1936 годах — режиссёр и актёр театра «Маски». В 1936 году возглавил собственную труппу «Ян Мюс».
Снялся с 1934 по 1950 год в 4 фильмах.
Считается одним из лучших голландских актёров XX века. Продолжатель реалистических традиций Л. Бауместера. Создал ряд разнохарактерных сценических образов. Выступал как чтец.

## Избранные театральных роли
- Люцифер, Уриил («Люцифер» Вондела),
- Роббекноль («Испанский брабантец» Бредеро),
- Крелис Лоувен (о. п. Лангендейка),
- Яспер («Ева Бонёр» Гейерманса),
- Пук («Сон в летнюю ночь» Шекспира),
- Гарпагон; Натан («Натан Мудрый» Лессинга),
- Пер Гюнт (о. п. Ибсена),
- Сирано де Бержерак (о. п. Ростана) и др.

Оставил сцену в 1952 г., но продолжал выступать на радио.

## Личная жизнь
Его первая жена, скрипачка Анс Бенавенте, была убита немцами во время Второй мировой войны. Вместе со своей второй женой, актрисой Мэри Смитуйзен, Ян Мюс обеспечивал приют и заботу скрывающимся от фашистов людям. В 1943 году по доносу Мюс и его жена случайно избежали ареста оккупантами.